# Campeonato Asiático de Atletismo de 2015
A 21ª edição do Campeonato Asiático de Atletismo foi o evento esportivo organizado pela Associação Asiática de Atletismo (AAA) no Wuhan Stadium, na cidade de Wuhan na China entre 3 e 7 de junho de 2015. Foram disputados 42 provas no campeonato, no qual participaram 497 atletas de 40 nacionalidades.

## Medalhistas

### Masculino
| Evento                           | Ouro | Ouro     | Prata                                                                                            | Prata    | Bronze                                                                         | Bronze   |
| -------------------------------- | --- | -------- | ------------------------------------------------------------------------------------------------ | -------- | ------------------------------------------------------------------------------ | -------- |
| 100 metros detalhes              | Femi Seun Ogunode · Catar                                                                                | 9.91 ,   | Zhang Peimeng · China                                                                            | 10.15    | Reza Ghasemi Irão                                                              | 10.19    |
| 200 metros detalhes              | Femi Seun Ogunode · Catar                                                                                | 20.32    | Fahhad Mohammed Al Subaie · Arábia Saudita                                                       | 20.63    | Dharmbir Singh · Índia                                                         | 20.66    |
| 400 metros detalhes              | Abdelilah Haroun Hassan · Catar                                                                          | 44.68    | Yousef Ahmed Masrahi · Arábia Saudita                                                            | 45.14    | Kentaro Sato · Japão                                                           | 46.09    |
| 800 metros detalhes              | Musaeb Abdulrahman Balla · Catar                                                                         | 1:49.40  | Jinson Johnson · Índia                                                                           | 1:49.69  | Sho Kawamoto · Japão                                                           | 1:50.50  |
| 1 500 metros detalhes            | Mohamad Al-Garni · Catar                                                                                 | 3:41.42  | Mohammed Tiouali · Bahrein                                                                       | 3:42.43  | Belal Mansoor Ali · Bahrein                                                    | 3:43.67  |
| 5 000 metros detalhes            | Mohamad Al-Garni · Catar                                                                                 | 13:34.47 | Albert Rop · Bahrein                                                                             | 13:35.26 | Lakshmanan Govindan · Índia                                                    | 13:36.62 |
| 10 000 metros detalhes           | El Hassan El-Abbassi · Bahrein                                                                           | 28:50.71 | Lakshmanan Govindan · Índia                                                                      | 29:42.81 | Andrey Petrov · Uzbequistão                                                    | 30:20.68 |
| 110 metros barreiras detalhes    | Xie Wenjun · China                                                                                       | 13.56    | Abdulaziz Al Mandeel · Kuwait                                                                    | 13.67    | Kim Byoungjun Coreia do Sul                                                    | 13.75    |
| 400 metros barreiras detalhes    | Yuta Konishi · Japão                                                                                     | 49.58    | Chen Chieh · Taipé Chinesa                                                                       | 49.68    | Kazuaki Yoshida · Japão                                                        | 49.95    |
| 3 000 metros obstáculos detalhes | John Kibet Koech · Bahrein                                                                               | 8:27.03  | Hashim Salah Mohamed · Catar                                                                     | 8:36.02  | Evans Rutto Chematot · Bahrein                                                 | 8:42.76  |
| 4×100 metros estafetas detalhes  | China · Chen Shiwei · Mo Youxue · Su Bingtian · Zhang Peimeng                                            | 39.04    | Hong Kong · Tang Yik Chun · So Chun Hong · Ng Ka Fung · Tsui Chi Ho                              | 39.25    | Predefinição:PE Wang Wen-Tang Yang Chun-Han Lo Yen-Yao Shen Yusen              | 39.35    |
| 4×400 metros estafetas detalhes  | Catar · Femi Seun Ogunode · Musaeb Abdulrahman Balla · Mohamed El Nour Mohamed · Abdelilah Haroun Hassan | 3:02.50  | Arábia Saudita · Mazen Al-Yasen · Mohammed Obaid Alsalhi · Abdullah Abkar · Yousef Ahmed Masrahi | 3:02.62  | Japão · Julian Jrummi Walsh · Yuzo Kanemaru · Kazuma Oseto · Takamasa Kitagawa | 3:03.47  |
| Salto em altura detalhes         | Takashi Eto · Japão                                                                                      | 2.24 m   | Chun-Hsien Hsiang · Taipé Chinesa                                                                | 2.24 m   | Mutaz Essa Barshim · Catar                                                     | 2.20 m   |
| Salto com vara detalhes          | Zhang Wei · China                                                                                        | 5.60 m   | Seito Yamamoto · Japão                                                                           | 5.50m    | Huang Bokai · China                                                            | 5.50m    |
| Salto em distância detalhes      | Gao Xinglong · China                                                                                     | 7.96 m   | Ted Hooper · Taipé Chinesa                                                                       | 7.80 m   | Tang Gongchen · China                                                          | 7.79 m   |
| Salto triplo detalhes            | Kim Deok-hyeon Coreia do Sul                                                                             | 16.86 m  | Cao Shuo · China                                                                                 | 16.77 m  | Roman Valiyev · Cazaquistão                                                    | 16.67 m  |
| Arremesso do peso detalhes       | Inderjeet Singh · Índia                                                                                  | 20.41 m  | Chang Ming-huang · Taipé Chinesa                                                                 | 19.56 m  | Tian Zizhong · China                                                           | 19.45 m  |
| Lançamento de disco detalhes     | Vikas Gowda · Índia                                                                                      | 62.03 m  | Eisa Zankawi · Kuwait                                                                            | 61.57 m  | Mahmoud Samimi Irão                                                            | 59.78 m  |
| Lançamento de martelo detalhes   | Dilshod Nazarov · Tajiquistão                                                                            | 77.68 m  | Ashraf Amgad Elseify · Catar                                                                     | 76.03 m  | Wang Yong · China                                                              | 73.40 m  |
| Lançamento de dardo detalhes     | Huang Shih-Feng · Taipé Chinesa                                                                          | 79.74 m  | Bobur Shokirjonov · Uzbequistão                                                                  | 79.09 m  | Yukifumi Murakami · Japão                                                      | 79.05 m  |
| Decatlo detalhes                 | Akihiko Nakamura · Japão                                                                                 | 7773 pts | Guo Qi · China                                                                                   | 7289 pts | Hu Yufei · China                                                               | 7042 pts |

### Feminino
| Evento                           | Ouro                                                             | Ouro     | Prata                                                                             | Prata    | Bronze                                                                                      | Bronze   |
| -------------------------------- | ---------------------------------------------------------------- | -------- | --------------------------------------------------------------------------------- | -------- | ------------------------------------------------------------------------------------------- | -------- |
| 100 metros detalhes              | Chisato Fukushima · Japão                                        | 11.23    | Viktoriya Zyabkina · Cazaquistão                                                  | 11.34    | Wei Yongli · China                                                                          | 11.46    |
| 200 metros detalhes              | Viktoriya Zyabkina · Cazaquistão                                 | 23.09    | Olga Safronova · Cazaquistão                                                      | 23.46    | Srabani Nanda · Índia                                                                       | 23.54    |
| 400 metros detalhes              | Yang Huizhen · China                                             | 52.37    | Machettira Raju Poovamma · Índia                                                  | 53.07    | Anastassiya Kudinova · Cazaquistão                                                          | 53.41    |
| 800 metros detalhes              | Tintu Luka · Índia                                               | 2:01.53  | Zhao Jing · China                                                                 | 2:03.40  | Nimali Liyanarachchi · Sri Lanka                                                            | 2:03.94  |
| 1 500 metros detalhes            | Betlhem Desalegn · Emirados Árabes Unidos                        | 4:29.39  | Zhao Jing · China                                                                 | 4:29.40  | Iino Maya · Japão                                                                           | 4:32.90  |
| 5 000 metros detalhes            | Betlhem Desalegn · Emirados Árabes Unidos                        | 15:25.15 | Alia Saeed Mohammed · Emirados Árabes Unidos                                      | 15:28.74 | Daria Maslova · Quirguistão                                                                 | 15:42.82 |
| 10 000 metros detalhes           | Alia Saeed Mohammed · Emirados Árabes Unidos                     | 31:52.29 | Eunice Chumba · Bahrein                                                           | 32:22.29 | Michi Numata · Japão                                                                        | 32:44.57 |
| 100 metros barreiras detalhes    | Wu Shuijiao · China                                              | 13.12    | Anastassiya Pilipenko · Cazaquistão                                               | 13.33    | Ayako Kimura · Japão                                                                        | 13.41    |
| 400 metros barreiras detalhes    | Kemi Adekoya · Bahrein                                           | 54.31    | Kira Manami · Japão                                                               | 57.14    | Xiao Xia · China                                                                            | 57.69    |
| 3 000 metros obstáculos detalhes | Lalita Babar · Índia                                             | 9:34.13  | Li Zhenzhu · China                                                                | 9:41.43  | Zhang Xinyan · China                                                                        | 9:46.82  |
| 4×100 metros estafetas detalhes  | China · Tao Yujia · Yuan Qiqi · Lin Huijun · Wei Yongli          | 43.10 s  | Japão · Saori Kitakaze · Anna Doi · Chisato Fukushima · Kana Ichikawa             | 44.14    | Tailândia · Supawan Thipat · Khanrutai Pakdee · Phatsorn Jaksuninkorn · Tassaporn Wannakit  | 44.73    |
| 4×400 metros estafetas detalhes  | China · Huang Guifen · Cheng Chong · Chen Jingwen · Yang Huizhen | 3:33.44  | Índia · Jisna Mathew · Tintu Luka · Debashree Majumder · Machettira Raju Poovamma | 3:33.81  | Cazaquistão · Elina Mikhina · Yuliya Rakhmanova · Alexandra Romanova · Anastassiya Kudinova | 3:35.14  |
| Salto em altura detalhes         | Svetlana Radzivil · Uzbequistão                                  | 1.91 m   | Yang Wang · China                                                                 | 1.88 m   | Zheng Xingjuan · China                                                                      | 1.84 m   |
| Salto com vara detalhes          | Li Ling · China                                                  | 4.66 m , | Xu Huiqin · China                                                                 | 4.30 m   | Tomomi Abiko · Japão                                                                        | 4.20 m   |
| Salto em distância detalhes      | Lu Minjia · China                                                | 6.52 m   | Jung Soon-ok Coreia do Sul                                                        | 6.47 m   | Xu Xiaoling · China                                                                         | 6.46 m   |
| Salto triplo detalhes            | Wang Wupin · China                                               | 13.76 m  | Li Yanmei · China                                                                 | 13.57 m  | Wang Rong · China                                                                           | 13.44 m  |
| Arremesso do peso detalhes       | Guo Tianqian · China                                             | 18.59 m  | Gao Yang · China                                                                  | 17.98 m  | Bian Ka · China                                                                             | 17.78 m  |
| Lançamento de disco detalhes     | Su Xinyue · China                                                | 63.90 m  | Tan Jian · China                                                                  | 62.97 m  | Lu Xiaoxin · China                                                                          | 62.30 m  |
| Lançamento de martelo detalhes   | Liu Tingting · China                                             | 68.24 m  | Na Luo · China                                                                    | 64.97 m  | Akane Watanabe · Japão                                                                      | 59.39 m  |
| Lançamento de dardo detalhes     | Liu Shiying · China                                              | 61.33 m  | Yang Xinli · China                                                                | 59.24 m  | Risa Miyashita · Japão                                                                      | 54.76 m  |
| Heptatlo detalhes                | Ekaterina Voronina · Uzbequistão                                 | 5689 pts | Liksy Joseph · Índia                                                              | 5554 pts | Purnima Hembram · Índia                                                                     | 5511 pts |

## Quadro de medalhas
| Ordem | País                   | Medalha de ouro | Medalha de prata | Medalha de bronze | Total |
| ----- | ---------------------- | --------------- | ---------------- | ----------------- | ----- |
| 1     | China                  | 15              | 13               | 13                | 41    |
| 2     | Catar                  | 7               | 2                | 1                 | 10    |
| 3     | Índia                  | 4               | 5                | 4                 | 13    |
| 4     | Japão                  | 4               | 3                | 11                | 18    |
| 5     | Bahrein                | 3               | 3                | 2                 | 8     |
| 6     | Emirados Árabes Unidos | 3               | 1                | 0                 | 4     |
| 7     | Uzbequistão            | 2               | 1                | 1                 | 4     |
| 8     | Taipé Chinesa          | 1               | 4                | 1                 | 6     |
| 9     | Cazaquistão            | 1               | 3                | 3                 | 7     |
| 10    | Coreia do Sul          | 1               | 1                | 1                 | 3     |
| 11    | Tajiquistão            | 1               | 0                | 0                 | 1     |
| 12    | Arábia Saudita         | 0               | 3                | 0                 | 3     |
| 13    | Kuwait                 | 0               | 2                | 0                 | 2     |
| 14    | Hong Kong              | 0               | 1                | 0                 | 1     |
| 15    | Irão                   | 0               | 0                | 2                 | 2     |
| 16=   | Sri Lanka              | 0               | 0                | 1                 | 1     |
| 16=   | Quirguistão            | 0               | 0                | 1                 | 1     |
| 16=   | Tailândia              | 0               | 0                | 1                 | 1     |
| Total | Total                  | 42              | 42               | 42                | 126   |

## Participantes
497 atletas de  40 nacionalidades participaram da competição.
- Bahrein (12)
- Bangladesh (2)
- Butão (1)
- Camboja (2)
- China (96)
- Taipé Chinesa (22)
- Hong Kong (26)
- Índia (42)
- Indonésia (6)
- Irão (12)
- Iraque (3)
- Japão (58)
- Cazaquistão (19)
- Kuwait (7)
- Quirguistão (7)
- Laos (2)
- Líbano (3)
- Macau (5)
- Malásia (10)
- Maldivas (7)
- Mongólia (3)
- Nepal (3)
- Coreia do Norte (3)
- Omã (7)
- Paquistão (5)
- Palestina (2)
- Filipinas (1)
- Catar (14)
- Arábia Saudita (20)
- Singapura (2)
- Coreia do Sul (22)
- Sri Lanka (21)
- Síria (3)
- Tajiquistão (5)
- Tailândia (13)
- Timor-Leste (2)
- Turquemenistão (4)
- Emirados Árabes Unidos (2)
- Uzbequistão (18)
- Vietname (5)

Legenda
| Recorde mundial       | Recorde mundial (World record)               |                       | Recorde africano                      | Recorde africano (African) |                                           | Q | Classificado por posição (Qualified) |
| Recorde do campeonato | Recorde do campeonato (Championship record)  | Recorde da América    | Recorde da América (Americas)         | q                          | Classificado por melhor tempo (Qualified) |   |                                      |
| Melhor marca do ano   | Melhor marca do ano (World leading)          | Recorde asiático      | Recorde asiático (Asian)              | DNS                        | Não largou (Did not start)                |   |                                      |
| Recorde nacional      | Recorde nacional (National record)           | Recorde europeu       | Recorde europeu (European)            | DNF                        | Não terminou (Did not finish)             |   |                                      |
| Recorde pessoal       | Recorde pessoal do atleta (Personal best)    | Recorde da Oceania    | Recorde da Oceania (Oceania)          | DSQ / DQ                   | Desclassificado (Disqualified)            |   |                                      |
| Recorde da temporada  | Recorde da temporada do atleta (Season best) | Recorde sul-americano | Recorde sul-americano (South America) | NM                         | Sem marca (No mark)                       |   |                                      |